# Ипполит (сын Тесея)
Ипполи́т (др.-греч. Ἱππόλυτος) — греческий герой, сын афинского царя Тесея и царицы амазонок Антиопы (или Ипполиты; Еврипид имя матери не называет).
Воспитывался в Трезене у братьев Эфры. Построил храм Артемиды Ликейской в Трезене. Ипполит презирал любовь (в частности, отверг любовь своей мачехи Федры) и славился как охотник и почитатель богини девы-охотницы Артемиды, за что испытывал на себе гнев Афродиты.
Когда Ипполит прибыл в Афины для участия в элевсинских мистериях, Федра влюбилась в него. По другой версии, Федра впервые увидела Ипполита в Трезене.

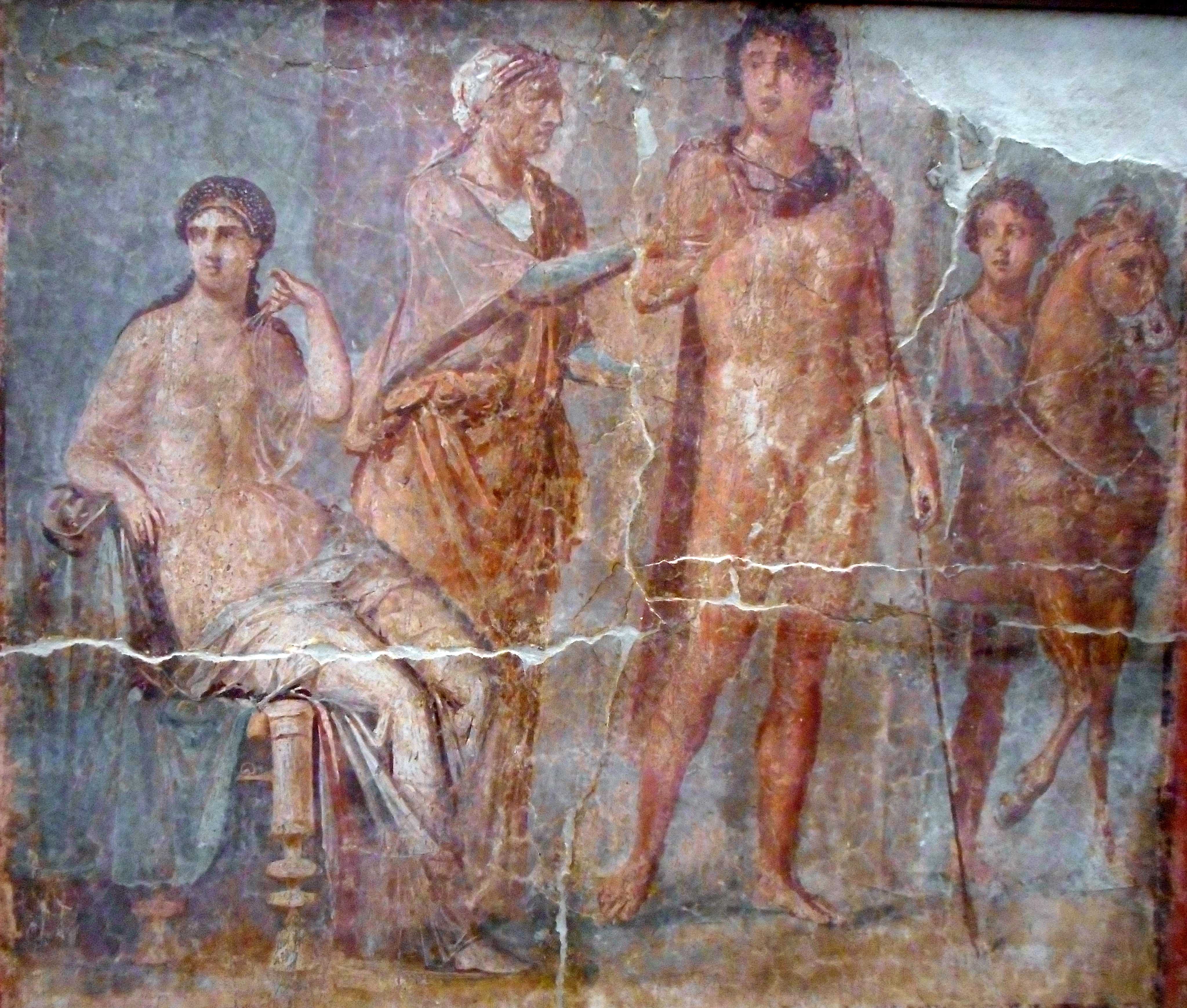
Федра и Ипполит, античная фреска из Геркуланеума

Известен миф о его трагической кончине. Вторая супруга Тесея, Федра, любовь которой он отверг, оклеветала его перед отцом; Тесей проклял Ипполита, и призванный им в гневе бог Посейдон неожиданно послал волну на берег, где проезжал Ипполит; кони понесли юношу, и он погиб, разбившись о скалы. Либо из моря появился бык, посланный Посейдоном, и кони испугались и разорвали Ипполита. Вожжи Ипполита зацепились за дикую маслину.

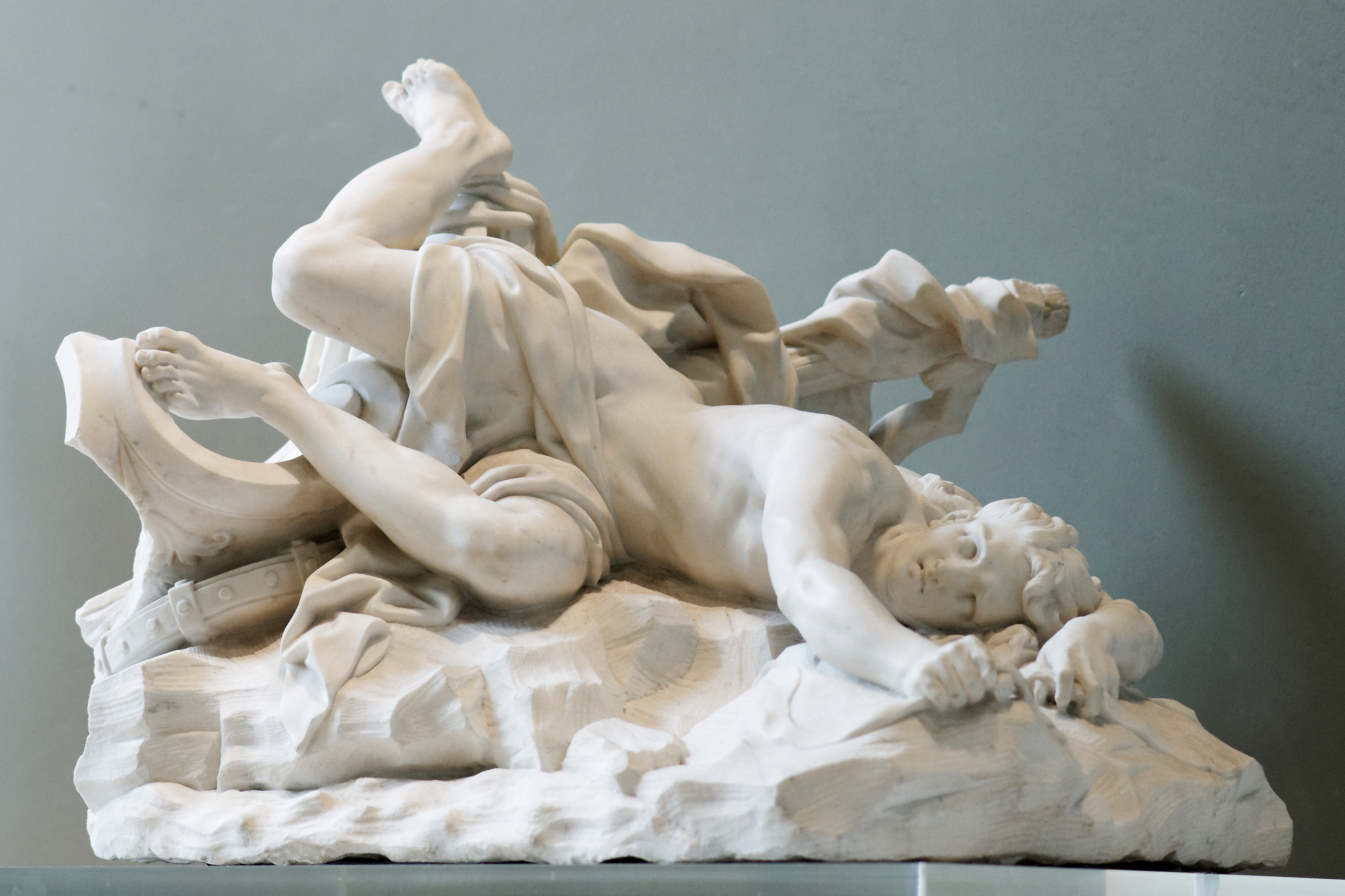
Смерть Ипполита

Федра же покончила жизнь самоубийством. В пелопоннесском городе Трезенах, который по сказанию является родиной Ипполита, девушки перед вступлением в брак приносили ему в жертву свой локон. Могила Ипполита была в Афинах у храма Фемиды, неподалёку от храма Асклепия; другая могила в Трезене, там же его дом. Святилище в Спарте. В Трезене Диомед воздвиг храм в честь Ипполита. Трезенцы отрицают, что он погиб от коней, и считают, что он вознёсся на небо в виде созвездия Возничий.
По воле Артемиды вернулся из подземного царства, его звали Вирбий. Воскрешен Асклепием (согласно автору «Навпактики»). Согласно Стафилу, был возлюбленным Асклепия. Древняя стела в храме Асклепия гласит, что Ипполит посвятил богу 20 коней. Согласно жителям Ариции в Италии, Ипполит отправился к ним. Его воскресил Пеан (Асклепий), и Диана унесла его в рощи Эгерии, где его назвали Вирбием.
По римской версии мифа, Ипполит был вновь оживлён Эскулапом и Дианой, любимцем которой он был при жизни. После этого он был приведён в рощу Ариции в Лациуме, где почитался под именем Вирбия (лат. Virbius, по древней этимологии от лат. vir — человек и лат. bis — дважды). На памятниках, особенно саркофагах, часто изображается миф об Ипполите.

## Сюжет в искусстве
Действующее лицо трагедии Софокла «Федра», двух трагедий Еврипида («Ипполит, закрывающийся плащом» и «Ипполит увенчанный»), трагедии Ликофрона «Ипполит», комедии Сопатра «Ипполит», трагедии Сенеки «Федра», возможно, комедии Атилия «Мисогин (Женоненавистник)».
Судьба Ипполита — один из любимейших сюжетов трагиков; сохранилась трагедия Еврипида «Ипполит», послужившая образцом для «Федры» Расина. Известно, что Еврипид написал две трагедии про Ипполита, из которых сохранилась только вторая. Текст первой до нас не дошёл, но сюжет сохранился благодаря Сенеке и его трагедии «Федра». Также известны варианты использования этого сюжета Шиллером, Суинберном, Д’Аннунцио, Липинером, Жаном Кокто, Бодлером, Цветаевой, Мандельштамом, Львом Гумилёвым и другими. Один из главных персонажей романа Мэри Рено «Бык из моря».
Дар слов, неведомый уму,

Мне был обещан от природы.

Он мой. Веленью моему

Покорно всё: земля и воды,

И лёгкий воздух, и огонь

В одно моё сокрыто слово,

Но слово мечется, как конь,

Как конь вдоль берега морского,

Когда он, бешеный, скакал,

Влача останки Ипполита,

И помня чудища оскал,

И блеск чешуй, как блеск нефрита.

Сей грозный лик его томит,

И ржанья гул подобен вою,

А я влачусь, как Ипполит,

С окровавлённой головою

И вижу — тайна бытия

Смертельна для чела земного,

И слово мчится вдоль нея,

Как конь вдоль берега морского.
Редкий случай картины на сюжет о воскрешении Ипполита — «Портрет доктора де С., играющего в шахматы со Смертью» (1793) французского художника Реми-Фюрси Дескарсена. Античный эпизод изображён на картине, которая висит за главными персонажами на стене.